# Dietrich Göhde
Dietrich Göhde (geboren 10. Dezember 1927 in Dresden) ist ein deutscher Mathematiker und Hochschullehrer. Er leitete verschiedene Fixpunktsätze her, die heute zum Teil seinen Namen tragen.

## Leben
Dietrich Göhde  promovierte  1958 an der Universität Leipzig bei Herbert Beckert und Ernst Hölder mit der Dissertation Über Fixpunktsätze und die Theorie des Abbildungsgrades in Funktionalräumen.  Etwa zur gleichen Zeit verließen der renommierte Ernst Hölder und zwei weitere Mathematikprofessoren die Leipziger Alma Mater. Das war für die Mathematisch-Naturwissenschaftliche Fakultät ein herber Rückschlag, der sie zu einer Reihe von Maßnahmen in personeller Richtung veranlasste, welche die Konsolidierung der Verhältnisse am Mathematischen Institut zum Ziele hatten. So wurde Herbert Beckert 1959 zum Professor mit Lehrstuhl berufen und zum Institutsdirektor ernannt. Beckert gelang einen breiten Kreis von Promovenden um sich zu scharen und zu fördern, die bis 1969/70 zu Hochschuldozenten an der Leipziger Universität avancierten. Darunter war auch Dietrich Göhde.  1975 hatte er sich habilitiert mit der Schrift Halbsinguläre Störungen elliptischer Probleme. Seine berühmte Publikation Zum Prinzip der kontraktiven Abbildung, die dann in den Fixpunktsatz von Browder, Göhde, Kirk mündete, wurde 1965 in den Mathematischen Nachrichten veröffentlicht. Die Resultate dieses Satzes wurden von Felix Browder, William A. Kirk und Dietrich Göhde unabhängig voneinander im Jahre 1965 gefunden. Browder hat mit diesem Satz die Existenz periodischer Lösungen gewisser Differentialgleichungen bewiesen. Kirks Version ist sogar noch etwas allgemeiner.
1975 wurde Göhde zum Mathematik-Professor an die Ingenieurhochschule Zwickau berufen. Einer seiner Arbeitsschwerpunkte war der Bereich  Partielle Differentialgleichungen. Auch nach seinem Wechsel von Leipzig nach Zwickau blieb er der Leipziger Universität verbunden. Gemeinsam mit Eberhard Zeidler, Herbert Beckert und Anderen war er häufig als Gutachter in Leipziger Promotionsverfahren tätig.
Dietrich Göhde wirkte an der Herausgabe  einer Reihe von Fachbüchern mit, so zum Beispiel am Lexikon der Mathematik und an dem Buch Numerische Lösung von Randwertproblemen der mathematischen Physik und Funktionen diskreten Arguments.

## Schriften
- Zum Prinzip der kontraktiven Abbildung, Math. Nachr. 30, 251–258 (1965)
- Über Fixpunkte bei stetigen Selbstabbildungen mit kompakten Iterierten, Math. Nachr. 28, 45–55 (1964)
- Singuläre Störung von Randwertproblemen durch ein kleines Loch im Gebiet, Z. Anal. Anwend. 4, 467–477 (1985)
- Numerische Lösung von Randwertproblemen der mathematischen Physik und Funktionen diskreten Arguments  Položij, Georgij N. (Mitwirkung) - Leipzig : Teubner (in Verwaltung), (1966)
- Margenau, Henry: Die Mathematik für Physik und Chemie Teil: 1 (Mitwirkung), 1965